# Joe Bwalya
Joe Bwalya (Lusaka, 24 oktober 1972) is een Zambiaans voetballer en de jongere broer van Kalusha Bwalya. Hij werd net zoals Kalusha ontdekt door Cercle Brugge op jonge leeftijd. Had onmiskenbaar veel talent maar bleef een eeuwige belofte en werd meermaals geteisterd door blessureleed.

## Teamloopbaan[1]
- Mufulira Wanderers
- Cercle Brugge
- KRC Harelbeke
- Cercle Brugge
- Zultse VV
- Zesco United Ndola